# Silver Cliff, Wisconsin
Silver Cliff là một thị trấn thuộc quận Marinette, tiểu bang Wisconsin, Hoa Kỳ. Năm 2010, dân số của thị trấn này là 488 người.